# 광주 동구의 국회의원

## 행정구역 변천
- 1973년 7월 1일 전라남도 광주시 동구 설치
- 1980년 4월 1일 동구 중흥동·우산동·풍향동·두암동·각화동·문흥동·오치동·삼각동·매곡동·덕의동·충효동·금곡동·망월동·청풍동·화암동·장등동·운정동이 신설 북구에, 양림동·방림동·봉선동이 서구에 편입
- 1986년 11월 1일 광주직할시 동구
- 1995년 1월 1일 광주광역시 동구

## 광주 동구의 역대 국회의원 일람
| 대수   | 이름           | 소속정당       | 임기                               | 선거구역                                                                    |
| ------ | -------------- | -------------- | ---------------------------------- | --------------------------------------------------------------------------- |
| 제10대 | 이필선(李必善) | 신민당         | 1979년 3월 12일 ~ 1980년 10월 27일 | 광주시 동구·서구 일원(제1선거구)                                            |
| 제10대 | 김녹영(金祿永) | 민주통일당     | 1979년 3월 12일 ~ 1980년 7월 4일   | 광주시 동구·서구 일원(제1선거구)                                            |
| 제11대 | 심상우(沈相宇) | 민주정의당     | 1981년 4월 11일 ~ 1983년 10월 9일  | 광주시 동구·북구 일원(제1선거구)                                            |
| 제11대 | 임재정(林在正) | 민주한국당     | 1981년 4월 11일 ~ 1985년 4월 10일  | 광주시 동구·북구 일원(제1선거구)                                            |
| 제12대 | 신기하(辛基夏) | 신한민주당     | 1985년 4월 11일 ~ 1988년 5월 29일  | 광주시 동구·북구 일원(제1선거구)                                            |
| 제12대 | 고귀남(高貴男) | 민주정의당     | 1985년 4월 11일 ~ 1988년 5월 29일  | 광주시 동구·북구 일원(제1선거구)                                            |
| 제13대 | 신기하(辛基夏) | 평화민주당     | 1988년 5월 30일 ~ 1992년 5월 29일  | 동구 일원                                                                   |
| 제14대 | 신기하(辛基夏) | 민주당         | 1992년 5월 30일 ~ 1996년 5월 29일  | 동구 일원                                                                   |
| 제15대 | 신기하(辛基夏) | 새정치국민회의 | 1996년 5월 30일 ~ 1997년 8월 6일   | 동구 일원                                                                   |
| 제15대 | 이영일(李榮一) | 새정치국민회의 | 1997년 12월 19일 ~ 2000년 5월 29일 | 동구 일원                                                                   |
| 제16대 | 김경천(金敬天) | 새천년민주당   | 2000년 5월 30일 ~ 2004년 5월 29일  | 동구 일원                                                                   |
| 제17대 | 양형일(梁亨一) | 열린우리당     | 2004년 5월 30일 ~ 2008년 5월 29일  | 동구 일원                                                                   |
| 제18대 | 박주선(朴柱宣) | 통합민주당     | 2008년 5월 30일 ~ 2012년 5월 29일  | 동구 일원                                                                   |
| 제19대 | 박주선(朴柱宣) | 무소속         | 2012년 5월 30일 ~ 2016년 5월 29일  | 동구 일원                                                                   |
| 제20대 | 박주선(朴柱宣) | 국민의당       | 2016년 5월 30일 ~ 2020년 5월 29일  | 동구·남구 을: 남구 양림동 방림1동 방림2동 사직동 백운1동 백운2동, 동구 일원 |
| 제21대 | 이병훈(李炳勳) | 더불어민주당   | 2020년 5월 30일 ~ 2024년 5월 29일  | 동구·남구 을: 남구 양림동 방림1동 방림2동 사직동 백운1동 백운2동, 동구 일원 |
| 제22대 | 안도걸(安道杰) | 더불어민주당   | 2024년 5월 30일 ~ 현재             | 동구·남구 을: 남구 양림동 방림1동 방림2동 사직동 백운1동 백운2동, 동구 일원 |

## 같이 보기
- 전남 광주시의 국회의원
- 광주 북구의 국회의원
- 광주 서구의 국회의원
- 광주 남구의 국회의원
- 광주 광산구의 국회의원
- 동구 (광주 선거구)
- 동구·남구 을